# Coccidia
A Coccidia, más néven Coccidiasina spóraképző egysejtű obligát endoparaziták alosztálya az Apicomplexa Conoidasida osztályán belül, így állati sejtben élnek és szaporodnak. Az emésztőrendszert fertőzi, és az Apicomplexa legnagyobb alosztálya.
Az általa okozott fertőzések a kokcidiózisok. Emlősöket, néhány madarat, néhány halat, néhány hüllőt és néhány kétéltűt képesek fertőzni, legtöbb fajuk gazdaspecifikus, kivéve a bármely emlős fertőzésére képes, de csak macskákban ivarosan szaporodó Toxoplasma gondiit. Fajtól függően lázat, emesist, diarrhoeát, izomfájdalmat, idegrendszeri hatásokat, viselkedésváltozásokat és halált okozhatnak. Az egészséges felnőttek gyógyszer nélkül gyógyulhatnak, de az immunhiányosak vagy fiatalok gyakran gyógyszert igényelnek a halál elkerüléséhez. Az embert általában nem eléggé megfőzött hússal fertőzik, de a macskaürülék nem megfelelő kezelése miatt elkaphatják a T. gondiit.

## Taxonómia
4 rendbe sorolják bizonyos ivaros és ivartalan szakaszok jelenléte vagy hiánya alapján:
- Ordo Agamococcidiorida Levine 1979
- Ordo Eucoccidiorida Léger et Duboscq 1910
- Ordo Ixorheorida Levine 1984
- Ordo Protococcidiorida Kheisin 1956

Az Eucoccidioridának 2 alrendje van eltérő ivaros fejlődéssel (Adeleorina: meiózis; Eimeriorina: független gaméták). Előbbiben gerinctelenfertőző és a vérszívók és gerincesek közt váltakozó tagok (Haemogregarina, Hepatozoon) vannak, és 7 családja van. A másik alrend, az Eimeriorina, számos Coccidia-fajt tartalmaz, ezek többsége cisztaképző. Számos tagja, például a Toxoplasma és a Sarcocystis gerinceseket fertőz.

## Kokcidiózis

### Terjedés
A fertőzött állatok spórákat (oociszta) terjesztenek székletükben. Ezek megérnek (sporuláció). Ha egy másik állat mellette van, felveheti a spórákat, melyek tisztálkodáskor bekerülnek. Az egerek bevihetik a spórákat, fertőzötté válva. Ha egy másik állat megeszi, megfertőződik.
Egyes Coccidia-fajok, például a Toxoplasma és a Cryptosporidium emberre is terjedhetnek.

### Fertőzés
A gazdában az érett oociszta felnyílva 8 sporozoitát bocsát ki. Ezek bélsejtbe kerülve szaporodni kezdenek. Utódai a merozoiták. Ha egy sejt megtelik velük, felrobban, minden merozoita új bélsejtet keres, folytatva a ciklust.

#### Tünetek
A fertőzés során több millió bélsejt fertőződhet meg, véres, vizes diarrhoeát okozva. Ez dehidratációt, fiatal vagy kis állatok esetén akár halált is okozhat. Elsősorban az emésztőrendszerben mutatnak tüneteket, mint például diarrhoea, inflammatio, bélfájdalom vagy -károsodás, emesis és rendszertelen étkezés. Ezek tömegcsökkenést vagy csökkent fejlődést, anaemiát, exhaustiót vagy súlyos esetekben halált okozhatnak.

### Diagnózis és kezelés
A kokcidiózis széklettesztben talált oociszták alapján diagnosztizálható. A betegség korai szakaszaiban kevés lehet a talált oociszta, a negatív teszt nem zárja ki a fertőzést. Általában a Coccidia szaporodását gátló szerekkel (kokcidiosztatikum) kezelik. Kutyákban és macskákban ez gyakran szulfonamid-alapú. A szaporodás megállása után az állat magától meggyógyulhat a fertőzéssúlyosságtól és az immunrendszer erősségétől függően.

### Prevalencia

#### Állatokban
Gong et al. 2021-es tanulmánya szerint a Coccidia-fertőzés prevalenciája disznókban extenzív rendszerekben magasabb volt, mint intenzívekben, de a Cystoisospora suisé alacsonyabb, azonban ez utóbbi különbség nem volt jelentős. A Coccidia-fertőzés prevalenciája csökkent, de a C. suisé 1980 és 2019 közt nőtt.

#### Emberben
A legismertebb humán parazita a Toxoplasma gondii. Ez az arginin-vazopresszinhez kapcsolódó gének hipometilációjával csökkenti a ragadozókkal szembeni félelmet az egerekben, így könnyebben el tudja kapni a macska. Emberben általában tünetmentes, de különösen gyermekeknél és immunhiányos embereknél súlyos toxoplazmózist okozhat.
IgG-alapú Szeroprevalenciája Etiópiában a legmagasabb, 64,2%.
Halakban található Coccidia-fajokat mutatott ki C. M. Wenyon 1926-ban emberi székletben.

## Fordítás
Ez a szócikk részben vagy egészben  a   Coccidia című angol Wikipédia-szócikk ezen változatának fordításán alapul.  Az eredeti cikk szerkesztőit annak laptörténete sorolja fel. Ez a jelzés csupán a megfogalmazás eredetét és a szerzői jogokat jelzi, nem szolgál a cikkben szereplő információk forrásmegjelöléseként.